# Aanslag Pahalgam 2025
De aanslag in Pahalgam in 2025 was een terroristische aanslag op 22 april 2025 op toeristen in de Baisaran-vallei nabij Pahalgam, in het door India bestuurde Jammu en Kasjmir. Vijf gewapende militanten, vermoedelijk verbonden aan The Resistance Front (TRF), openden het vuur op toeristen, waarbij 26 mensen omkwamen en minstens 20 anderen gewond raakten. De slachtoffers waren voornamelijk hindoeïstische toeristen, maar ook een christelijke toerist en een lokale moslimgids werden gedood. De aanval wordt beschouwd als de dodelijkste op burgers in India sinds de aanslagen in Mumbai in 2008.
The Resistance Front (TRF), vermoedelijk een afsplitsing van de in Pakistan gevestigde terreurgroep Lashkar-e-Taiba, eiste aanvankelijk de verantwoordelijkheid op voor de aanval, maar trok deze claim vier dagen later in. TRF verklaarde dat de aanval gericht was tegen niet-lokale nederzettingen in de regio, een gevolg van de afschaffing van de speciale status van Kasjmir. Volgens Indiase autoriteiten was de aanval bedoeld om de terugkeer naar normaliteit en de groei van het toerisme in de regio te ondermijnen.

## Aanval

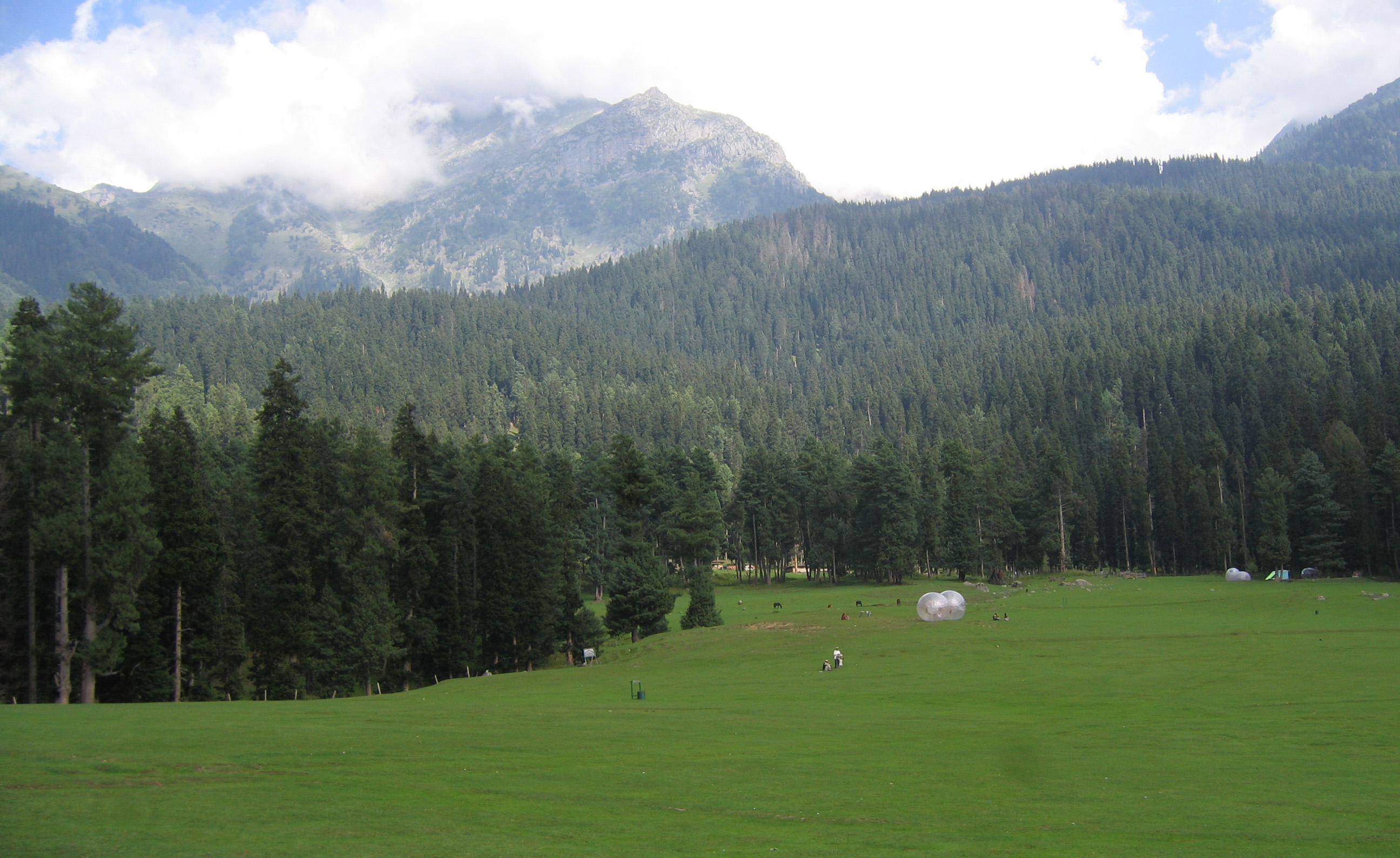
Baisaran-vallei, waar de aanval plaatsvond

De aanval vond plaats in de Baisaran-vallei, een populaire toeristische bestemming bekend als 'Mini-Zwitserland', gelegen op ongeveer 5 kilometer van Pahalgam. De militanten, gekleed in militaire uniformen en bewapend met M4-karabijnen en AK-47's, infiltreerden het gebied en begonnen willekeurig op toeristen te schieten. Ze vroegen naar de religie van de slachtoffers en richtten zich voornamelijk op hindoes en christenen. Sommige slachtoffers werden gevraagd de islamitische geloofsbelijdenis (kalima) te reciteren; degenen die faalden of uncircumcised waren, werden ter plekke geëxecuteerd. Een lokale moslimgids, Syed Adil Hussain Shah, werd gedood terwijl hij probeerde toeristen te beschermen.

### Gerichte aanval op hindoeïstische toeristen
De militanten vroegen naar de namen en religies van de toeristen, en richtten zich specifiek op de hindoes. De aanvallers doodden de hindoeïstische mannen nadat ze hen van de moslimmannen hadden gescheiden.  Aan sommige toeristen werd gevraagd het islamitische vers Kalima te reciteren, zodat de militanten hen op basis van religie konden scheiden. Sommige hindoeïstische mannen werden gedwongen hun broek uit te trekken om te controleren of ze niet besneden waren, voordat ze van dichtbij werden neergeschoten. De militanten vertelden een aantal hindoeïstische vrouwen dat ze gespaard waren gebleven, zodat ze de gruwelen van de moord op hun mannen aan de Indiase premier Narendra Modi konden vertellen.
| Land  | Staat             | Doden | Gewonden |
| ----- | ----------------- | ----- | -------- |
| India | Maharashtra       | 6     | 5        |
| India | Gujarat           | 3     | 2        |
| India | Karnataka         | 3     | 2        |
| India | West Bengal       | 2     | 1        |
| India | Madhya Pradesh    | 2     | 2        |
| India | Andhra Pradesh    | 1     | 1        |
| India | Chhatisgarh       | 1     | 1        |
| India | Arunachal Pradesh | 1     | -        |
| India | Bihar             | 1     | -        |
| India | Haryana           | 1     | -        |
| India | Jammu and Kashmir | 1     | -        |
| India | Kerala            | 1     | -        |
| India | Odisha            | 1     | -        |
| India | Uttar Pradesh     | 1     | -        |
| India | Tamil Nadu        | -     | 2        |
| Nepal |                   | 1     | 1        |
| Total | Total             | 26    | 17       |

Van de 26 dodelijke slachtoffers waren er 25 toeristen uit verschillende Indiase staten, waaronder Maharashtra, Gujarat, Karnataka en West-Bengalen, en één buitenlandse toerist uit Nepal. Bij de slachtoffers waren ook drie Indiase overheidsfunctionarissen: pasgetrouwde officieren van de Indiase luchtmacht en marine, en een medewerker van het Intelligence Bureau. Daarnaast raakten minstens 20 mensen gewond bij de aanval.

## Verantwoordelijkheid en motief
Het Resistance Front (TRF) eiste de verantwoordelijkheid op voor de aanval en legde een verband met het beleid van de Indiase overheid dat niet-Kasjmiri's toestaat om te leven en werken, wat heeft geleid tot een niet-lokale nederzetting in Kasjmir. In een verklaring op het socialemediaplatform Telegram verzette TRF zich tegen het verstrekken van woonplaatscertificaten aan "buitenstaanders" en uitte het zijn ongenoegen over de vermeende demografische veranderingen die hieruit zouden voortvloeien in de regio. Er werd beweerd: "Deze niet-lokale bewoners komen aan, doen zich voor als toeristen, verkrijgen een woning en beginnen zich vervolgens te gedragen alsof zij de eigenaars van het land zijn. Als gevolg daarvan zal het geweld gericht zijn tegen degenen die proberen zich illegaal te vestigen."

## Reacties

### Binnenlandse reacties
Na de aanval verlieten veel toeristen Jammu en Kasjmir, wat leidde tot extra vluchten van Air India en de sluiting van talrijke toeristische bestemmingen in de regio. In moslimmeerderheidsgebieden van Kasjmir vonden protesten plaats waarin de aanval werd veroordeeld en solidariteit met de slachtoffers werd betuigd. Politieke leiders, waaronder president Draupadi Murmu en premier Narendra Modi, veroordeelden de aanval krachtig en beloofden gerechtigheid voor de slachtoffers.

### Internationale reacties
De aanval werd wereldwijd veroordeeld. Landen zoals de Verenigde Staten, het Verenigd Koninkrijk, Iran, Israël, Italië, Saoedi-Arabië en de Verenigde Arabische Emiraten spraken hun medeleven uit. De Verenigde Naties en de Europese Unie gaven soortgelijke verklaringen af. De Verenigde Staten veroordeelden specifiek de gerichte aanvallen op hindoes en andere niet-moslims. Pakistan ontkende betrokkenheid bij de aanval en riep op tot een neutraal, onafhankelijk onderzoek, een voorstel dat door India werd afgewezen.